# Le Charlatan (film, 1947)
Pour les articles homonymes, voir Le Charlatan.
« Nightmare alley » redirige ici.  Pour le film de Guillermo del Toro, voir Nightmare Alley (film, 2021).
Pour plus de détails, voir Fiche technique et Distribution.
Le Charlatan (Nightmare Alley) est un film noir américain réalisé par Edmund Goulding, sorti en 1947. Le film est une adaptation du roman Le Charlatan de William Lindsay Gresham.

## Synopsis
Stanton Carlisle est un bonimenteur qui au fil des ans a réussi à créer un spectacle truqué où il fait croire qu'il peut lire dans les esprits avec la complicité d'une diseuse de bonne aventure et d'une psychologue. Sa chute sera aussi spectaculaire que son ascension lorsque sa femme le dénoncera à la presse et au public. Dès lors, il ne sera plus qu'un paria qui n'aura d'autre solution que de travailler dans les cirques itinérants.

## Fiche technique
- Titre : Le Charlatan
- Titre original : Nightmare Alley
- Réalisation : Edmund Goulding
- Scénario : Jules Furthman, d'après le roman de William Lindsay Gresham
- Production : George Jessel pour la 20th Century Fox
- Photographie : Lee Garmes
- Montage : Barbara McLean
- Musique : Cyril J. Mockridge
- Décors : Thomas Little
- Costumes : Bonnie Cashin
- Pays d’origine :  États-Unis
- Langue : anglais
- Format : noir et blanc – 35 mm – 1,37:1 – mono (Western Electric Recording)
- Genre : film noir
- Durée : 111 minutes
- Dates de sortie : 
  - États-Unis : 28 octobre 1947
  - France : 14 juillet 1948
- Affiches : Constantin Belinsky, Roger Soubie (France)

## Distribution
- Tyrone Power : Stan Carlisle
- Joan Blondell : Zeena
- Coleen Gray : Molly
- Helen Walker : Lilith Ritter
- Taylor Holmes : Ezra Grindle
- Mike Mazurki : Bruno
- Ian Keith : Pete
- Julia Dean : Addie Peabody

Acteurs non crédités :
- George Beranger : Le connaisseur
- Oliver Blake : Hobo
- Clancy Cooper : Le régisseur
- George Davis : Un serveur

## DVD
Le film a fait l'objet de deux éditions en France sur le support DVD.
- Le Charlatan (DVD-9 Keep Case) sorti le 8 août 2007 chez Sidonis Calysta. Le ratio image est en 1.33:1 plein écran 4:3 uniquement en version originale sous-titrée. Les suppléments sont un documentaire sur les films noirs et une présentation du film de François Guérif. Il s'agit d'une édition Zone 2 Pal [1].
- Le Charlatan (DVD-9 Keep Case) sorti le 16 novembre 2010 chez Sidonis Calysta. Il s'agit d'une réédition de la même édition datant de 2007 avec les mêmes détails techniques et les mêmes suppléments. Il s'agit d'une édition Zone 2 Pal [2].